# Azote liquide

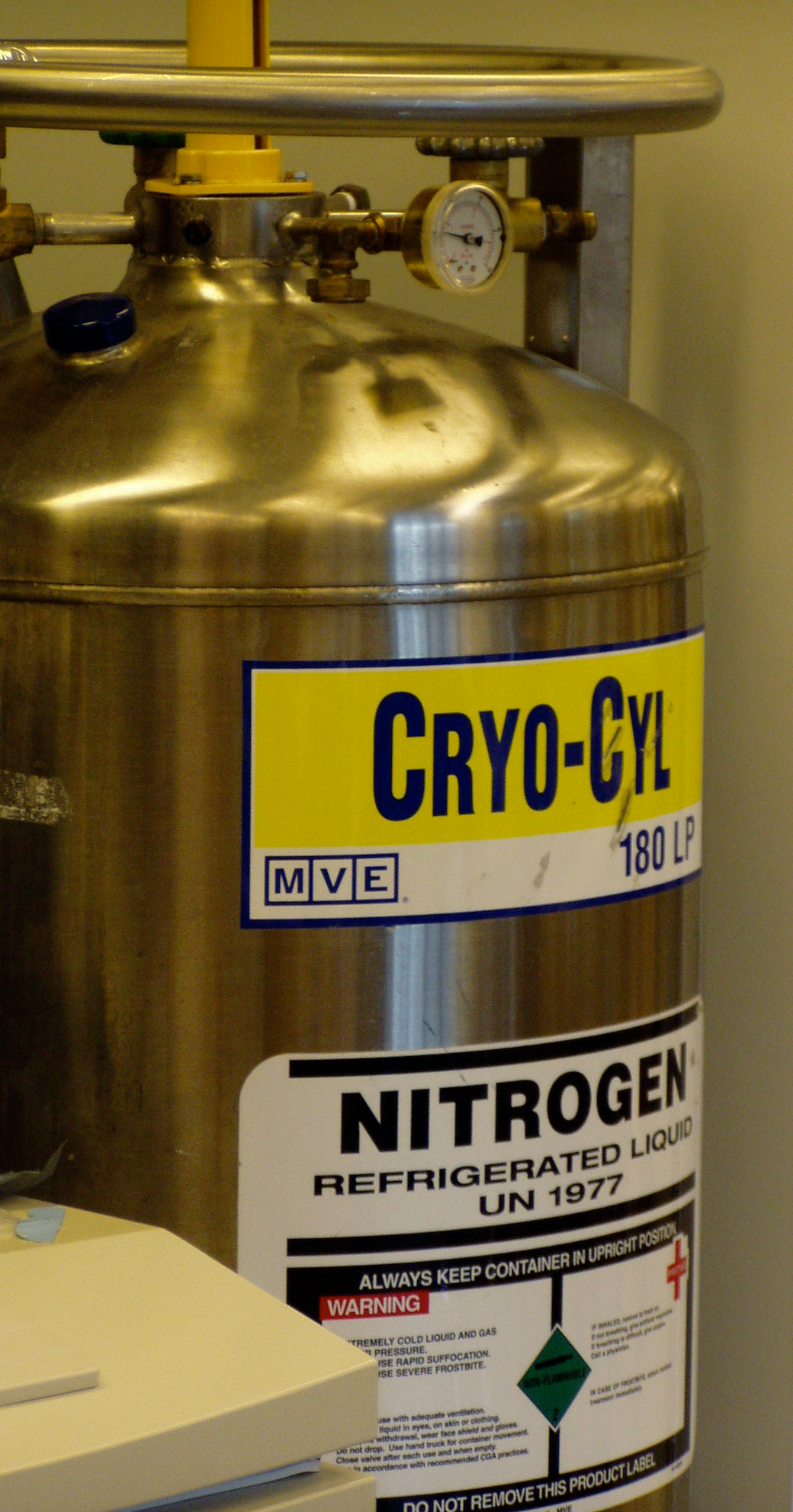
Bonbonne de stockage de l'azote liquide. Une soupape de sécurité évite les risques de projection dus à l'évaporation.

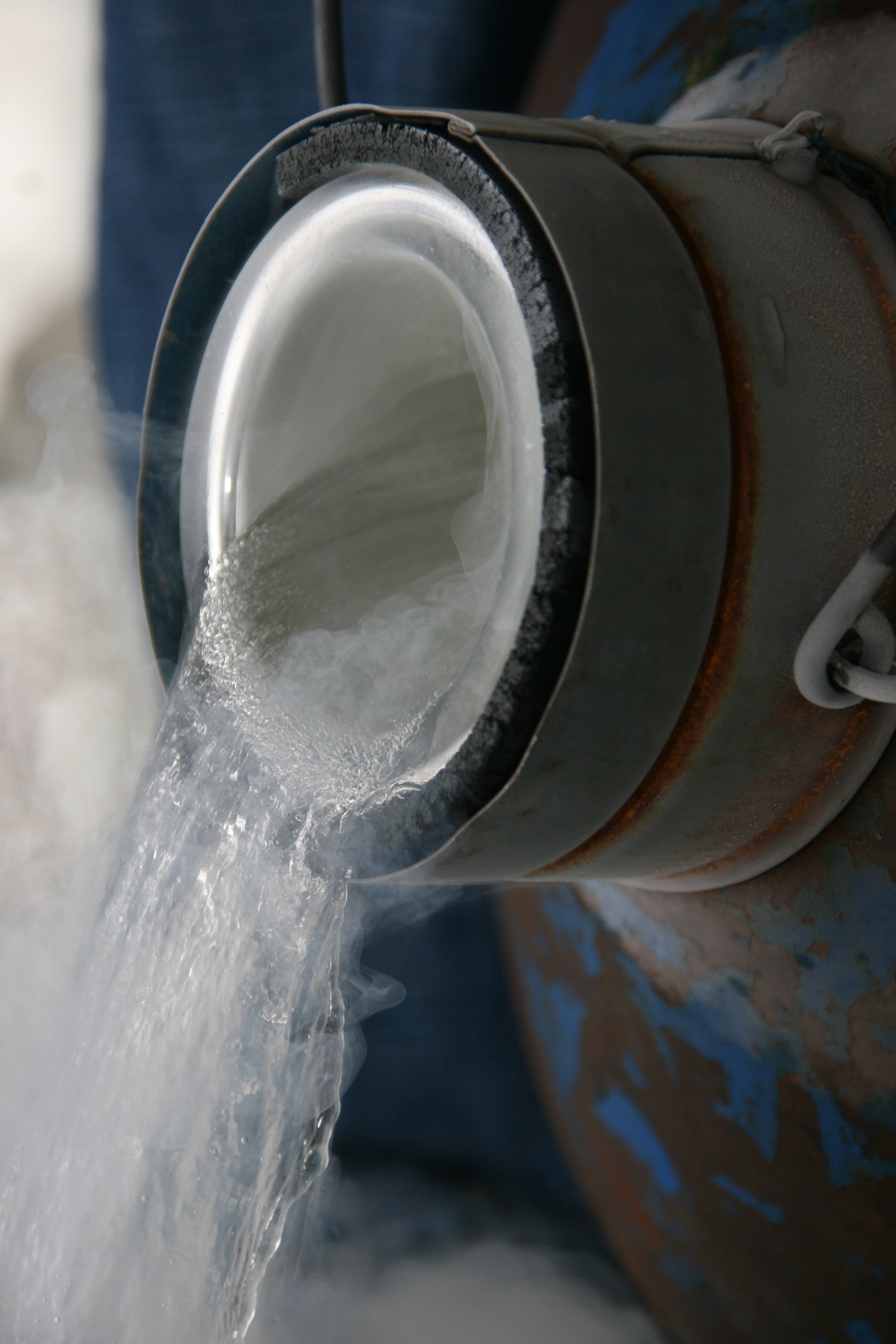
Azote liquide.

L'azote liquide est le gaz diazote refroidi en dessous de son point d'ébullition à 77,36 K (−195,79 °C) sous une pression d'une atmosphère (atm). Il a l'apparence d'un liquide limpide, d'où s'échappent des vapeurs blanches. L'azote liquide, condensé pour la première fois sous la forme d'un brouillard par le chimiste et physicien français Louis Paul Cailletet en 1877, puis quelques jours après par le physicien suisse Raoul Pictet, fut obtenu de façon plus stable en 1883 par les scientifiques polonais Karol Olszewski et Zygmunt Wróblewski à l'université de Cracovie (Uniwersytet Jagielloński), est un liquide cryogénique très courant, tant dans le domaine de la recherche scientifique que dans l'industrie, en particulier en raison de son faible coût (de l'ordre de cinq centimes d'euro par litre, soit environ cinquante fois moins que l'hélium liquide).
Il est utilisé par exemple en sciences biologiques pour stocker ou pour broyer du matériel biologique à une température très froide où l'action des enzymes est fortement inhibée.
On le stocke dans des bonbonnes isothermes réservées à cet usage. Le vase de Dewar est communément utilisé dans les laboratoires pour stocker l'azote liquide. L'excellente isolation de ce vase se traduit par une très lente « ébullition », ce qui permet une longue conservation de l'azote liquide, et évite un coûteux équipement de réfrigération.

## Propriétés de l'azote liquide

### Masse volumique
La masse volumique de l'azote liquide dépend de la température et de la pression. À la pression d'équilibre entre le liquide et le gaz, elle prend les valeurs suivantes :
- pour T = 69 K, p = 0,332 bar, ρ = 842,8 kg/m3 ;
- pour T = 79 K, p = 1,220 bar, ρ = 798,6 kg/m3 ;
- pour T = 89 K, p = 3,310 bar, ρ = 750,2 kg/m3.

### Variation de la température d'ébullition avec la pression
La température d'ébullition du diazote est de 77,36 K sous une pression de une atmosphère, et augmente avec la pression,.

## En laboratoire de biologie
On utilise l'azote liquide dans le domaine médical pour le traitement de verrues, de tumeurs (bénignes ou malignes : cancer de la peau), la conservation de tissus, d'ovules, d'embryons, de sperme ou de moelle osseuse. Chaque type de cellules doit être congelé avec une vitesse de refroidissement particulière. Pour ce faire, on doit ajouter dans le milieu des molécules qui modulent la vitesse de cristallisation de l'eau, telles que le DMSO. C'est pourquoi les chercheurs ne sont pas encore parvenus à congeler des organes entiers, constitués de multiples tissus cellulaires, sans les détruire.

### Cryobroyage à l'azote liquide
La très basse température de l'azote liquide empêche le fonctionnement des enzymes susceptibles de dégrader l'ADN, l'ARN ou les protéines que l'on désire extraire, jusqu'à ce qu'on soit en mesure de mettre des inhibiteurs de ces enzymes au cœur des cellules, dans la poudre obtenue après broyage.
- On peut soutirer une fraction de la bonbonne à azote liquide dans un récipient en polystyrène expansé. Ce matériau est un bon isolant thermique, ce qui évite que l'azote ne s'évapore trop vite.
- On utilise un mortier et pilon en porcelaine, qui sont capables de supporter les basses températures. On peut utiliser une louche métallique pour soutirer de l'azote et le mettre dans le mortier.
- Lors du broyage, l'azote s'évapore et on peut recueillir l'échantillon broyé au moment où tout l'azote s'est évaporé.

Pour les échantillons végétaux, on continue à broyer tant que l'on n'obtient pas une poudre vert-blanchâtre (au besoin on rajoute une petite quantité d'azote pour poursuivre le broyage).

## Par domaine

### Alimentaire

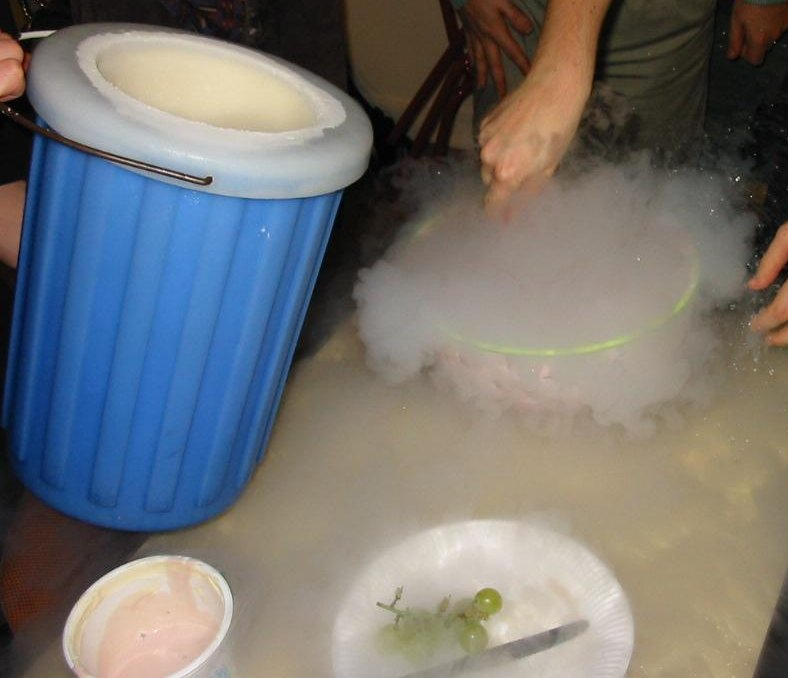
Préparation de crème glacée.

On utilise l'azote liquide pour la congélation rapide (surgélation) et la conservation d'aliments.
Certains, notamment Hervé This, ont proposé l'usage de l'azote liquide comme moyen alternatif de fabriquer des crèmes glacées sans nécessiter une sorbetière pour limiter la formation de cristaux de glace.

### Industriel
L'azote liquide est utilisé pour :
- le recyclage des métaux (distinction métaux ferreux et non ferreux) ;
- la réfrigération en électronique lors d'essais climatiques ou pour refroidir certains détecteurs (voir Analyse dispersive en énergie), ainsi que des instruments sensibles au bruit de fond dû à l'agitation thermique, tels les caméras CCD des télescopes en astronomie ;
- la congélation des sols, pour la construction d'ouvrages de travaux publics ;
- le frettage de composants industriels.

### Transports
L'azote liquide est un rejet de la fabrication de l'oxygène liquide et est assez bon marché. Quelques chercheurs ont développé l'idée de l'utiliser comme source d'énergie pour mouvoir un véhicule par simple détente dans un cylindre.

### Informatique
L'azote liquide est également utilisé pour refroidir des processeurs de manière extrême (extremcooling) afin de réaliser des records d'overclocking.

## Usage comme insecticide
L'azote liquide peut aussi être utilisé comme insecticide contre les parasites rampants tels les blattes ou les cafards.
La procédure est simple, mais son utilisation réclame d'infinies précautions. Le technicien perce des trous dans les cloisons des maisons infectées, puis y déverse l'azote liquide. L'azote s'évapore et refroidit considérablement l'atmosphère, réfrigérant sur place les insectes qui meurent instantanément. Cette procédure est rare, mais efficace ; elle est utilisée aux États-Unis.

## Précautions d'emploi
Il existe deux risques majeurs liés à l'emploi de l'azote liquide (ou à celui de l'hélium liquide, par exemple) :
1. Risque de brûlure par le froid, ou brûlure cryogénique.
- En laboratoire, il est recommandé de porter une blouse, un pantalon et des souliers fermés, pour limiter les conséquences du renversement des contenants sur les personnes. Éparpillé par terre, l'azote s'évapore rapidement. Il vaut mieux ne pas marcher dedans pour ne pas briser par le froid la semelle de ses chaussures.
- Il faut aussi porter un masque ou des lunettes de protection pour éviter les projections éventuelles dans les yeux.
- Il faut utiliser une pince et des gros gants isolants spécifiques « grand froid » pour manipuler les échantillons stockés dans un liquide cryogénique ;

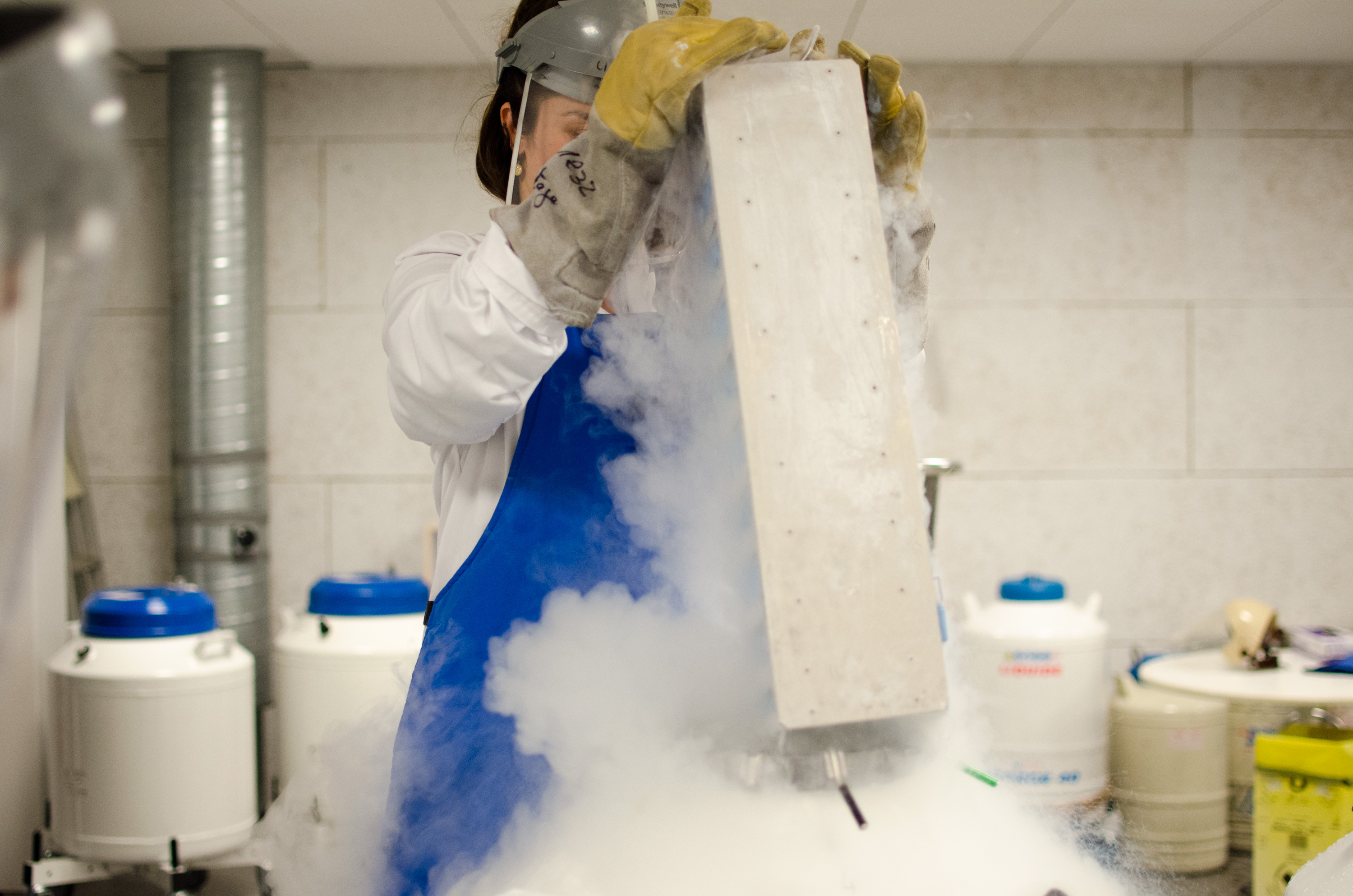
Protection avec un masque et des gants lors de la sortie d'échantillons d'azote liquide.
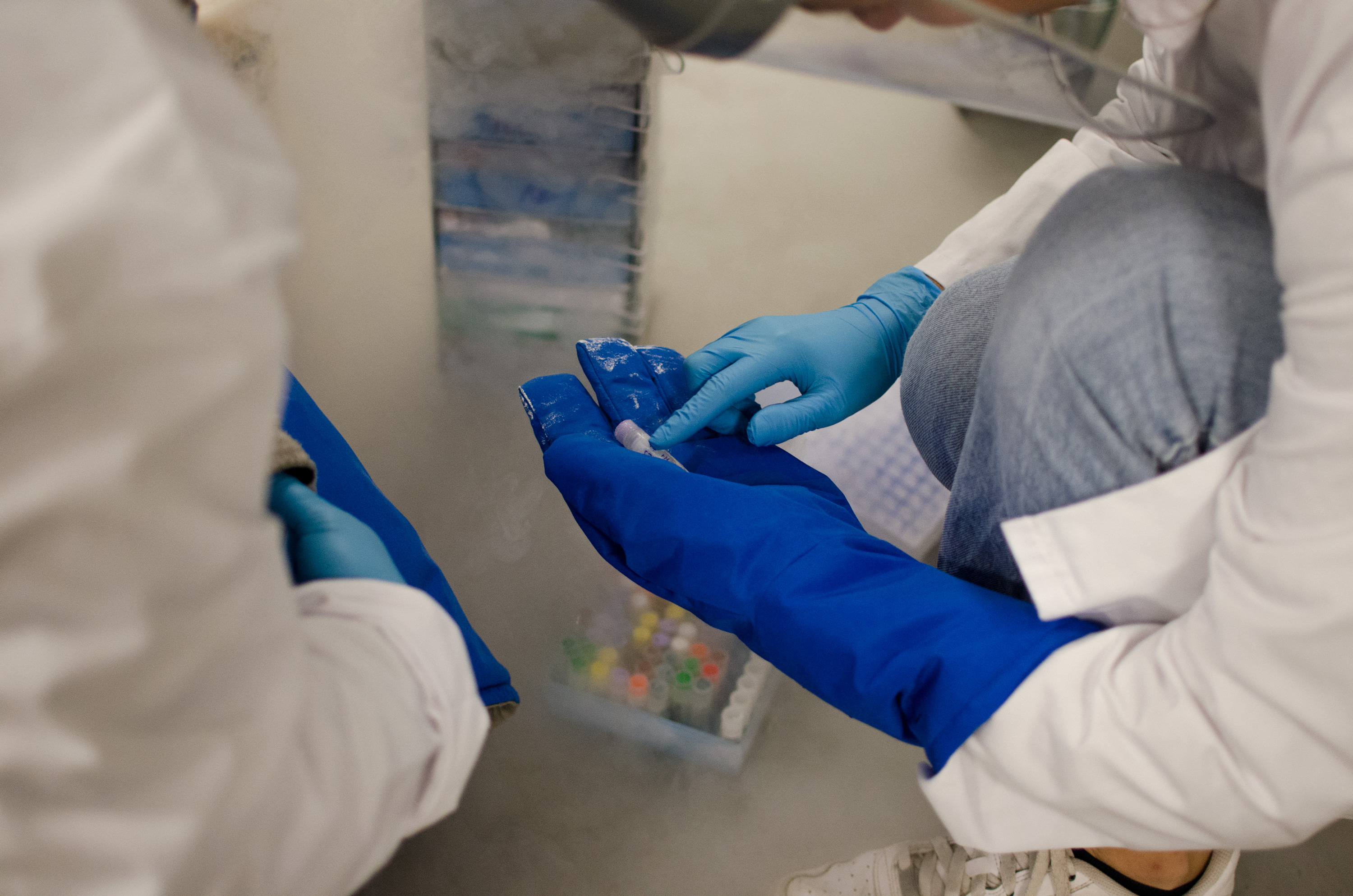
Gants et masques de protection lors de la lecture d'étiquette d'échantillons sortis d'azote liquide.
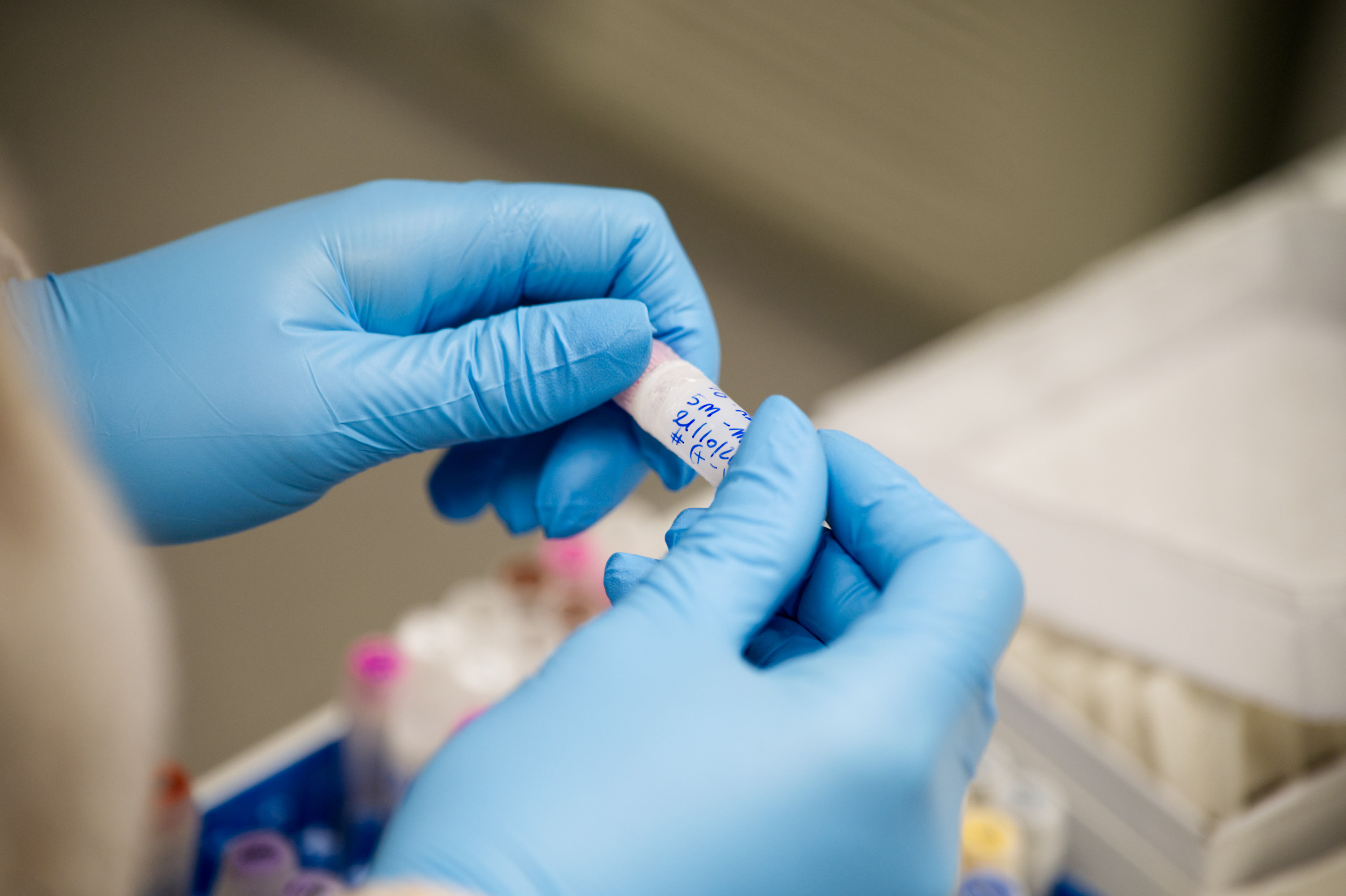
Protection des mains lors de la lecture d'un échantillon à -80°C.

2. Risque d'anoxie : il faut s'assurer que la ventilation de l'espace dans lequel est stocké ou utilisé l'azote liquide soit suffisante car l'azote liquide, même dans une bonbonne isotherme, s'évapore et produit une grande quantité de gaz diazote qui est capable de diminuer la proportion de dioxygène dans l'air ambiant d'un espace confiné, d'où des risques d'asphyxie ou plutôt d'anoxie. Pour mieux comprendre les quantités de gaz mises en jeu, on peut préciser qu'1 l d'azote liquide peut facilement libérer près de 0,7 m3 (700 l) d'azote gazeux en s'évaporant à température ambiante. Le risque étant que dans une atmosphère d'azote peu confinée, la respiration n'est plus alimentée en oxygène. Il se trouve que la diminution de l'oxygène dans l'air inspiré ne cause pas de sensation d'étouffement : cette dernière est due uniquement à l'augmentation du gaz carbonique dans le sang, et l'élimination de ce dernier fonctionne toujours, même dans une atmosphère pauvre en oxygène. Par conséquent, l'anoxie provoque une syncope puis la mort sans aucun signe d'alerte. C'est pourquoi un oxymètre, relié à une puissante alarme sonore et visuelle, doit impérativement être installé à proximité de tout lieu de stockage et de prélèvement.
En conséquence, il est obligatoire d'apposer sur les installations (bonbonnes, citernes…) et les locaux les pictogrammes relatifs à ces risques.
Aussi, lorsqu'un récipient contenant de l'azote liquide est laissé à l'air ambiant, l'évaporation de l'azote liquide entraîne une condensation de l'oxygène ambiant. Il faut donc se méfier des contenants laissés longtemps à l'air libre, car le liquide contenu à l'intérieur pourrait avoir été remplacé par de l'oxygène liquide, avec tous les dangers d'incendie associés à l'oxygène liquide. Ce dernier a une couleur très légèrement bleutée et une température de −182,96 °C.